# Хваршинська мова
Хваршинською мовою спілкуються близько тисячі осіб в Цумадинському районі Дагестану. Хваршинська мова має два діалекти і кілька говірок, які особливо відрізняються одна від одної:
- Інхокваринський діалект(середня і нижня течія річки Хварші)
- Інхокваринська говірка(село Інхокварі)
- Квантладо-Сентладська говірка(в селах Квантлада і Сентлада відповідно)
- Хваршинський діалект(село Хварші)

Хваршинська мова є ергативною. Великий вплив на мову(на лексику і фонетику) мають андійські мови. Мова є безписемною. Як літературну мову Хваршинці використовують Аварську мову.
Іменник має 6 класів. В Хваршинській мові налічують 18 голосних звуків: а,е, и,ъ, о,у; довгі- а, е,и, ъ,о, у; носові- а, е,и, о,у; довгі носові- а, е,о.